# Petroleumhaven (Amsterdam)
De Petroleumhaven is een haven in het Amsterdamse havengebied.

## Geschiedenis
De opslag van petroleum binnen de stad was door het stadsbestuur verboden. De aanleiding was de weigering van de Amsterdamse vemen in 1862 om petroleum op te slaan vanwege het brandgevaar. Alleen op een veilige afstand van de stad mocht het worden opgeslagen.
De Petroleumhaven, die tegenwoordig in Westpoort ligt, werd in 1887-'89 ruim buiten de stad aangelegd. De haven lag aan de zuidelijke oever van het Noordzeekanaal, in de Amsterdammerpolder, een der in 1872 drooggemaakte IJpolders, ten westen van de stad. De haven werd aangelegd in een hoefijzervorm, zodat bij een ongeval de ingang snel kon worden afgesloten. De olie zou dan niet in het IJ kunnen stromen. In 1889 liep het eerste tankstoomschip de nieuwe haven binnen met 21.000 vaten aardolie.
De Amsterdamse Petroleumhaven Maatschappij (APM) verzorgde in de haven vanaf 1890 de op- en overslag van olieproducten. Deze had een monopoliepositie en hanteerde hoge tarieven. In 1891 besloot de grootste klant, Standard Oil Company, zelf opslagtanks te bouwen. APM ging enige jaren later failliet en de gemeente nam de bezittingen over.
Andere bedrijven waren Shell en de Deutschen Teerproducten Verein, terwijl later ook de Bataafsche Petroleum Maatschappij en de American Petroleum Company van Standard Oil Company zich hier vestigden. Rond 1920 werd de Westhaven aangelegd en lag de Petroleumhaven niet meer zo geïsoleerd.
Op 14 mei 1940 werden de brandstoftanks aan de Petroleumhaven door de Britten in brand gestoken. De Duitse inval noodzaakte de Britten vernietigingsploegen te sturen naar de Amsterdamse en Rotterdamse havens om te voorkomen dat de benzinevoorraden in Duitse handen zouden vallen. Door deze actie werd ongeveer de helft van de opslagcapaciteit vernietigd of zwaar beschadigd.

## Huidige activiteiten
In de haven is een tankopslagbedrijf gevestigd. Op het terrein staan 21 tanks met een totale capaciteit van 85.000 m³ voor de opslag van olieproducten en plantaardige oliën. Zeeschepen met een diepgang van maximaal 10,5 meter kunnen bij de terminal aanleggen. De terminal was tot medio 2013 in handen van Vopak en is nu in handen van FinCo. Verder wordt in de haven bilgewater en afgewerkte olie verwerkt door Maritieme Afvalstoffen Inzameling Nederland (MAIN). Bilgewater is met olie verontreinigd water dat onder in de machinekamer van binnenvaart- en zeeschepen lekt. Dit verontreinigde water moet door de schippers worden afgegeven bij een daartoe bevoegde inzamelaar.
| Havens en werven in het Amsterdamse havengebied |
| --- |
| · Afrikahaven Zanzibarhaven Madagascarhaven Amerikahaven Alaskahaven Cacaohaven Texashaven Aziëhaven Australiëhaven Tasmaniëhaven ADM-haven Westhaven Hornhaven Moezelhaven Mainhaven Beringhaven Suezhaven Bosporushaven Sonthaven Jan van Riebeeckhaven Usselincxhaven C. Reynierszhaven Adenhaven Ashaven Petroleumhaven Coenhaven Mercuriushaven Vlothaven Neptunushaven Minervahaven Houthaven Nieuwe Houthaven Bewaarhaven Oude Houthaven Sixhaven Ponthaven IJhaven Ertshaven Spoorwegbassin Entrepothaven Shipdock NDSM Oranjewerf Oranjesluizen P.W.Alexandersluis Noordzeekanaal IJ Dirk Metselaarhaven Isaac Baarthaven Wim Thomassenhaven |